# Famille Schulek
Schulek d'Árvanagyfalu (árvanagyfalusi Schulek en hongrois) est le patronyme d'une ancienne famille hongroise. Affiliée à différentes personnalités, elle a donnée à la Hongrie plusieurs académiciens et personnalités intellectuelles dans les domaines de l'architecture, des sciences naturelles, de la théologie, du sport et de la médecine.

## Origines
La famille Schulek est originaire du comitat de Árva, en Haute-Hongrie, et plus précisément du village de Nagyfalu. Son nom d'origine aurait été Sulyok avant de se transformer au XVIe siècle en Sulyek puis en Schulek. La famille n'a pas exercé ses droits nobles car ses documents, ainsi que les registres paroissiaux, ont été détruits dans l'incendie d'Árvanagyfalu de 1683 lorsque les troupes du roi polonais Jean III Sobieski traversèrent le village pour libérer Vienne attaquée par les Turcs. Les membres de cette famille exercèrent dès le début des années 1600 des professions industrielles et artisanales ainsi que des fonctions publiques (juge, procureur, notaire, juré).

## Membres notables
- György II Schulek (1714-1784), boucher, juge et greffier d'Árvanagyfalva (1766-1769), petit-fils de Mátyás Schulek (1649-1732), cordonnier (1676), commis au sel (questeur salis Poloniae) puis inspecteur du trésor du sel importé de Pologne, lui-même fils de Márton (1620-1667), procureur d'Árvanagyfalva, et petit-fils de István II Schulek, juge (bíró) de Nagyfalu (1622).
  - Mihály Schulek (1745-1809)
    - János Schulek (hu) (1774-1837), pasteur et théologien, recteur.
      - Boguslav Šulek (hu) (Schulek Károly Bogusláv en hongrois) (1816-1895), philologue, historien et lexicographe.
      - Ľudovít Jaroslav Šulek (hu) (Schulek Lajos) (1822-1849), pasteur.
      - Viliam „Vilko“ Šulek (hu) (Schulek Frigyes Vilmos) (1825-1848), orfèvre, nationaliste slovaque opposé à la guerre d'indépendance hongroise de 1848, condamné à mort[1].

  - Mátyás Schulek (hu) (1748-1815), pasteur de Komlós, Hibbe, Nagypalugya puis Tiszolc, chantre, historien de l'Église, naturaliste et ethnographe. Époux de Julianna Zmeskáll de Déményfalu, père du suivant et grand-père de György Kmety (1813-1865), général durant la révolution hongroise de 1848 puis pacha turc.
    - Gáspár Schulek (hu) (1788-1827), docteur, professeur de théologie à Pozsony, pasteur. Père du suivant.
      - Agoston Schulek (1814-1869), homme d'affaires et politicien, associé de Louis Kossuth dans diverses entreprises et premier secrétaire du ministère des Finances. Père des suivants.
        - Frigyes Schulek (1841-1919), professeur et architecte hongrois, membre de l'Académie hongroise des sciences. Père du suivant et frère du suivant Vilmos.
          - János Schulek (1872-1948), ingénieur et architecte, président de l'Association hongroise des ingénieurs et des architectes. Père du suivant.
            - Tibor Schulek (1904–1989), docteur en théologie, pasteur. Père du suivant.
              - Ágoston Schulek (1943-2011), athlète hongrois de saut à la perche, entraîneur, ancien président de la Fédération hongroise d'athlétisme et président d'honneur du Comité olympique hongrois jusqu'à sa mort. Père du suivant.
                - Csaba Schulek (hu) (1971°), présentateur télévisé hongrois, enseignant.

        - Vilmos Schulek (1843-1905), professeur d'ophtalmologie, membre de l'Académie hongroise des sciences. Beau-frère du magnat Konrád Burchard-Bélaváry, cousin du Prix Nobel Richard Adolf Zsigmondy, de Emil Zsigmondy et du mathématicien Karl Zsigmondy, père du suivant.
          - Alfréd Schulek (1878-1960), professeur d'ophtalmologie et numismate. Père du suivant.
            - Imre Sulyok (1912-2008), compositeur et chef d'orchestre hongrois, membre de l'Académie hongroise des arts.

## Autres membres de la même famille
- Elemér Schulek (hu) (1893-1964), chimiste, pharmacien, professeur d'université hongrois, membre de l'Académie hongroise des sciences, lauréat du prix Kossuth (1949 et 1951).
- Tamás Schulek (hu) (1930-2020), chef d'orchestre, notamment de l'Orchestre de la Philharmonie nationale hongroise et directeur de l'Orchestre d'État hongrois (1961-1971), directeur artistique de l'Internationale Musiktage de Constance (1971-1984) et directeur musical en chef de la Südwestdeutsche Philharmonie Konstanz (en).
- Mátyás Schulek (hu) (1935-2018), docteur en théologie, luthérien, il fut notamment l'un des professeurs et fondateurs du lycée évangélique de Budapest Fasori Gimnázium (en) et directeur du lycée évangélique de la place Deák (hu) (1992-2005).

## Galerie

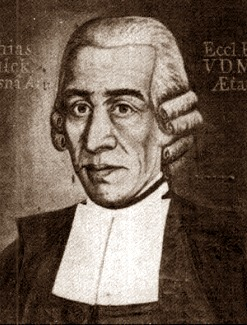
Matyas Schulek (1748-1815)
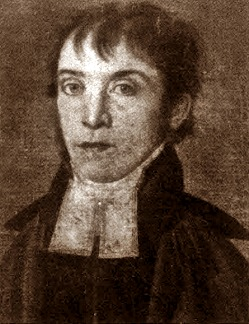
Gaspar Schulek (1788-1827)
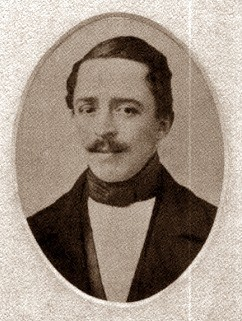
Agoston Schulek (1814-1869)
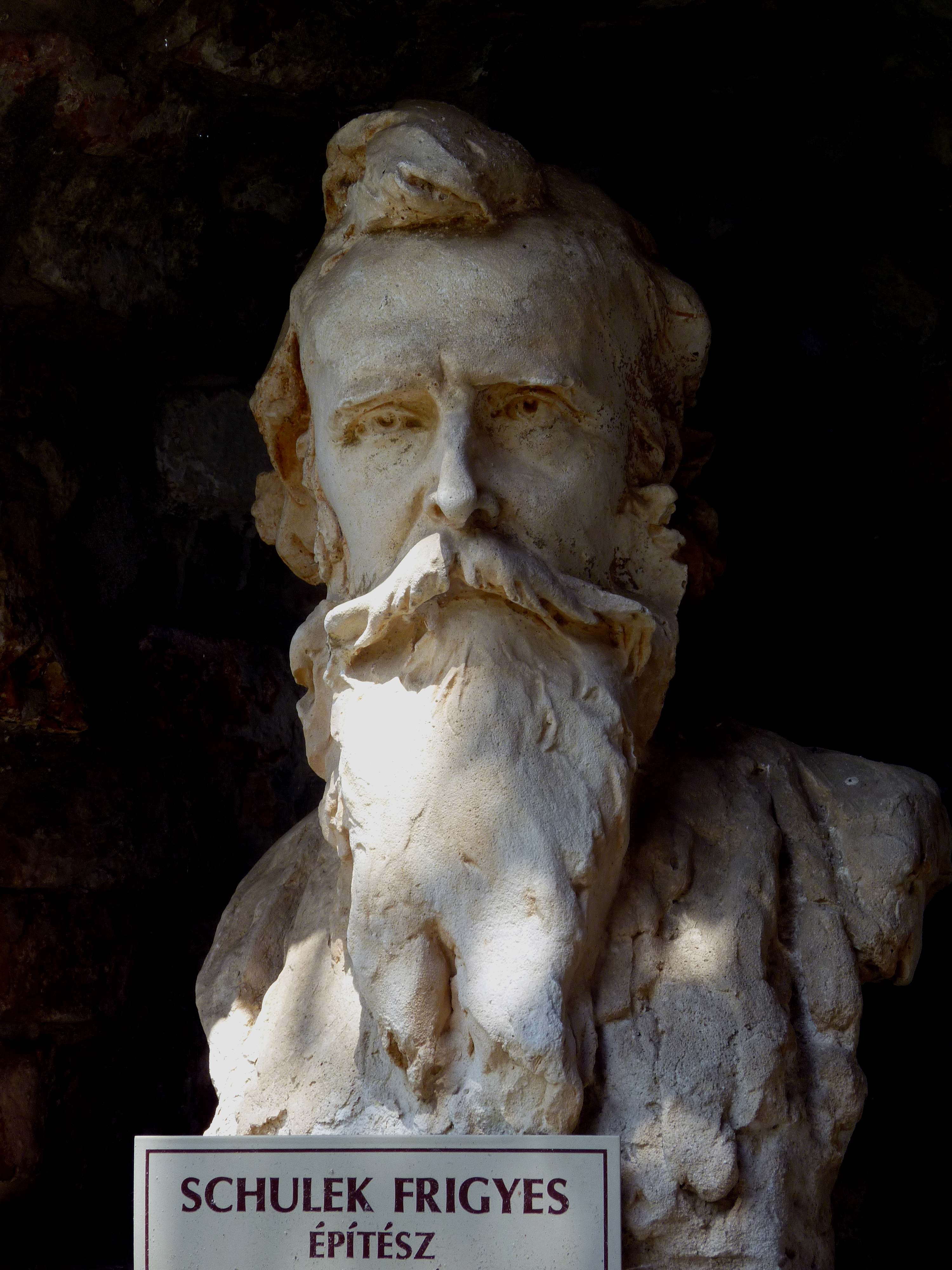
Buste du Pr. Frigyes Schulek (1841-1919) par Jenő Bory (en)
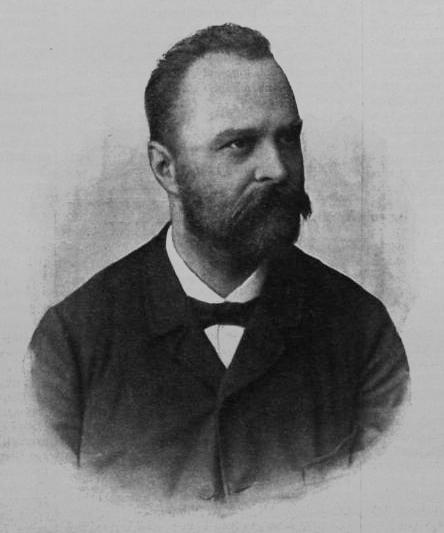
Pr. Vilmos Schulek (1843-1905)
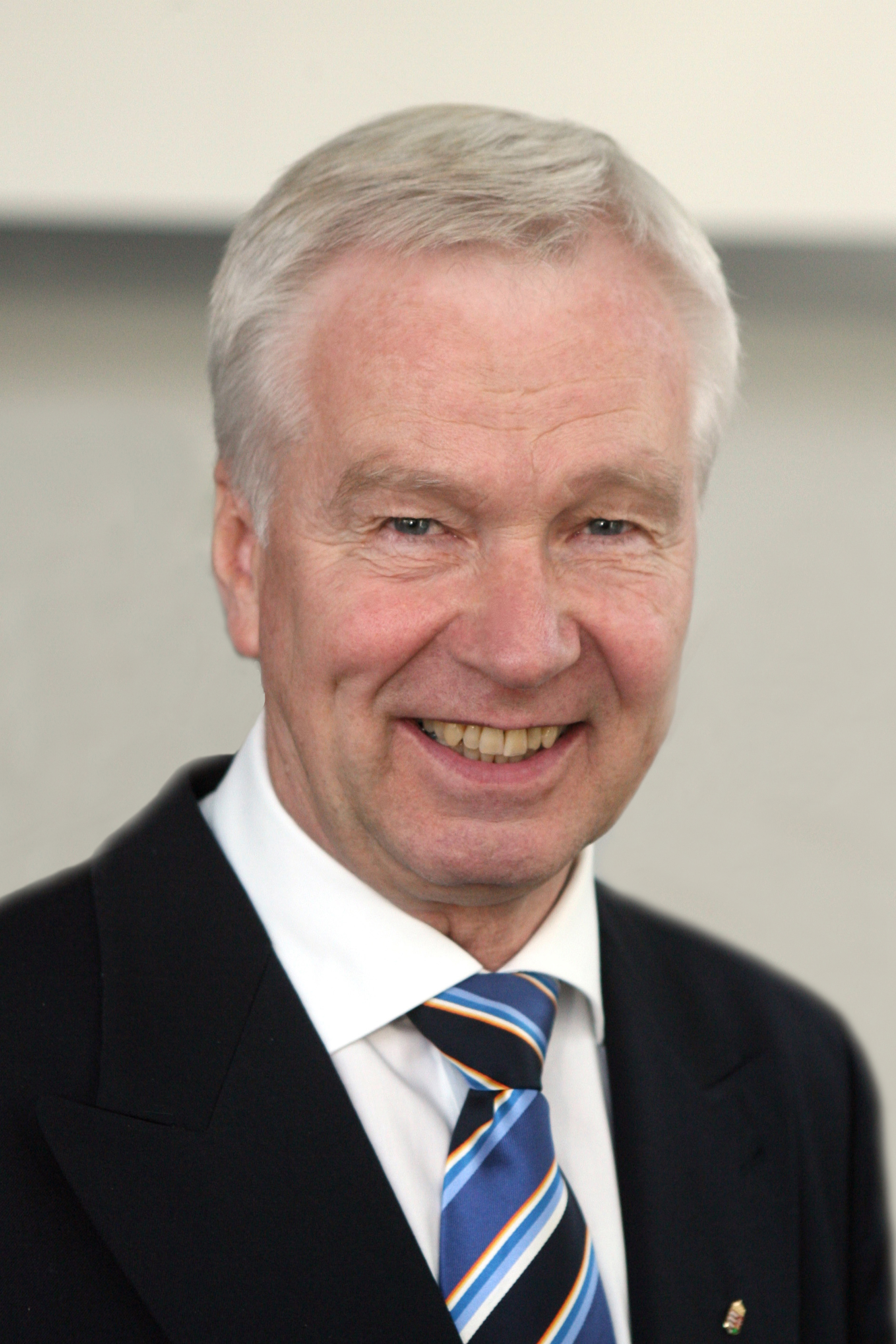
Ágoston Schulek (1943-2011)
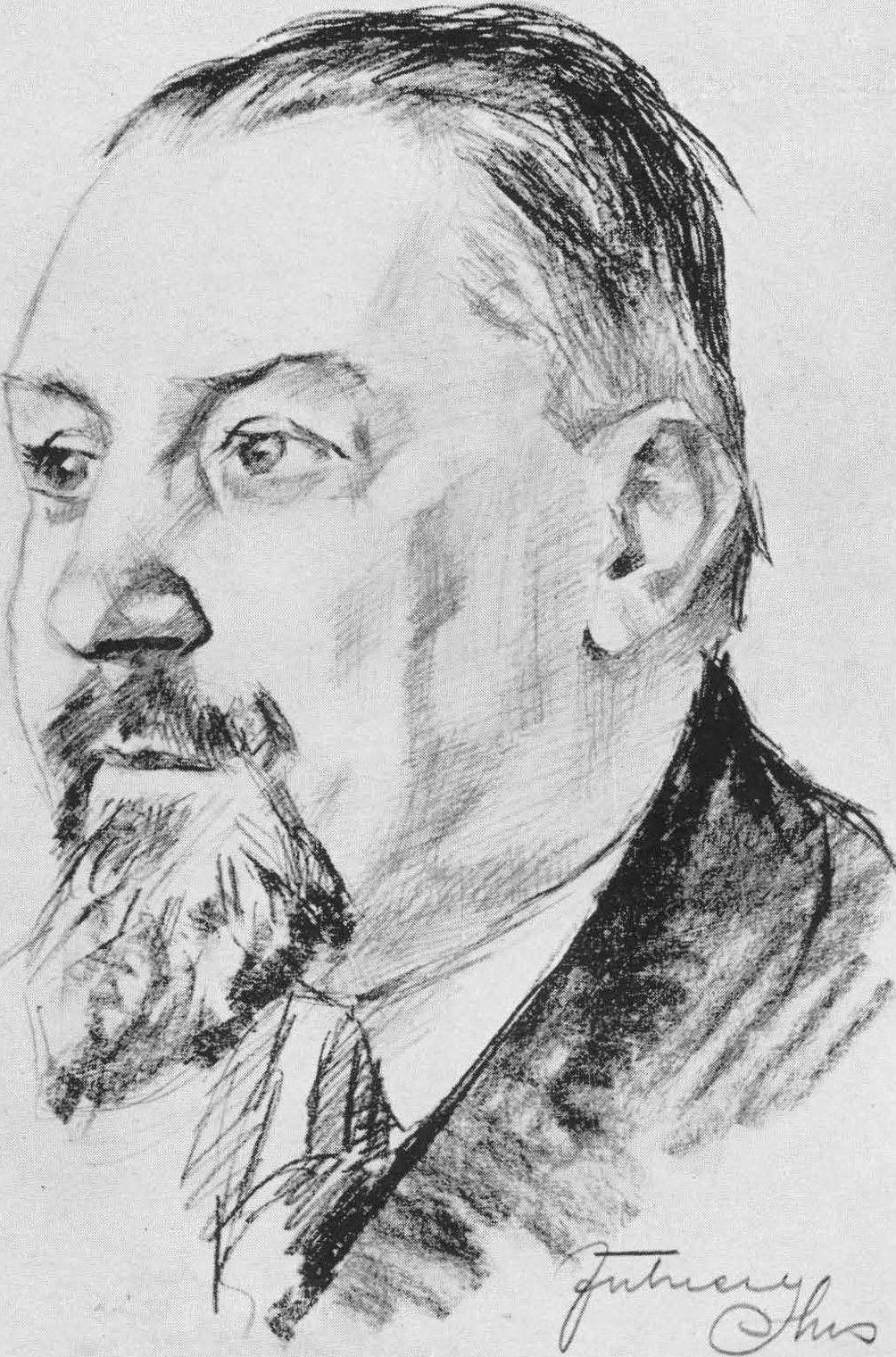
János Schulek (1872-1948)
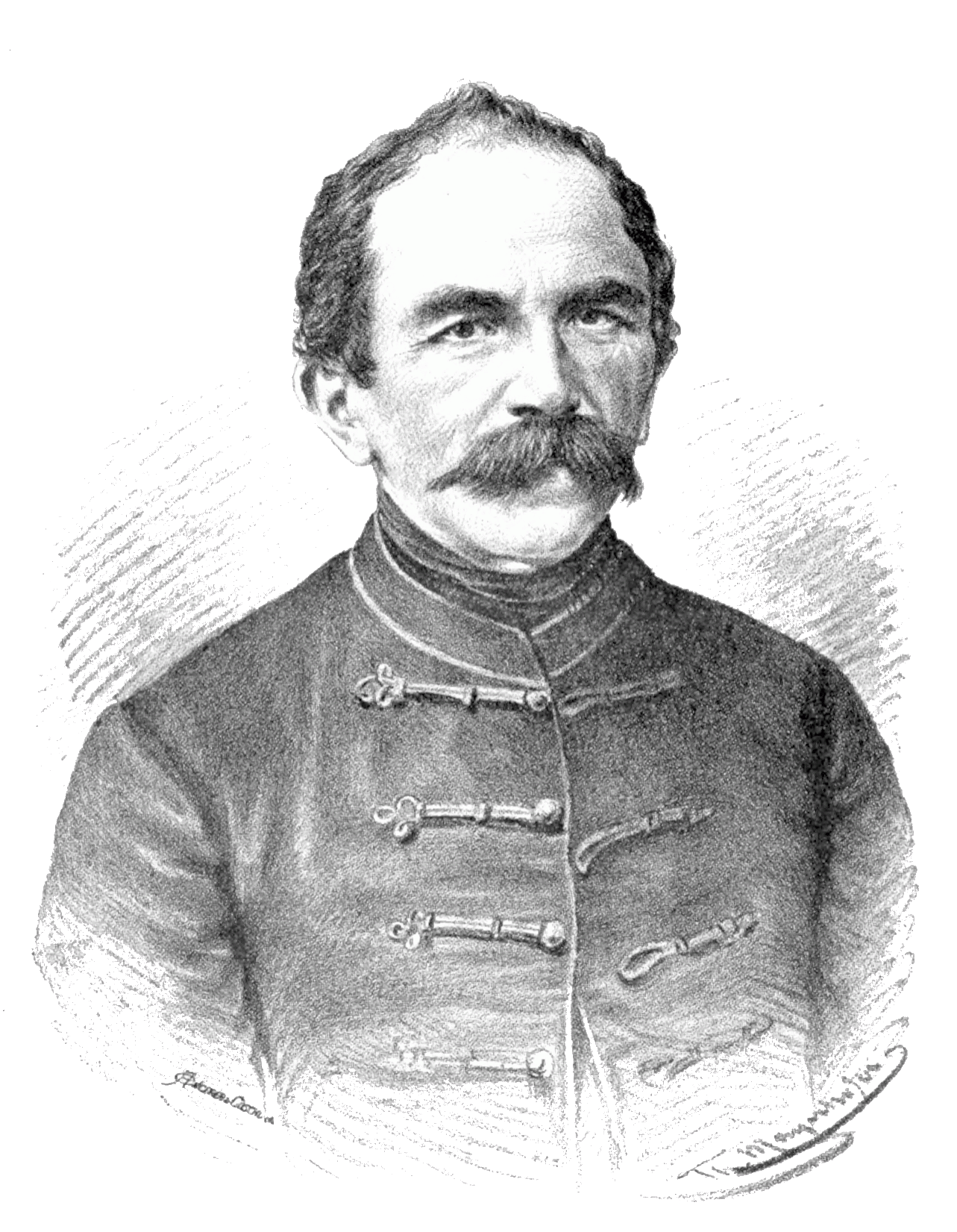
Dr Bogoslav Šulek (1816-1895)
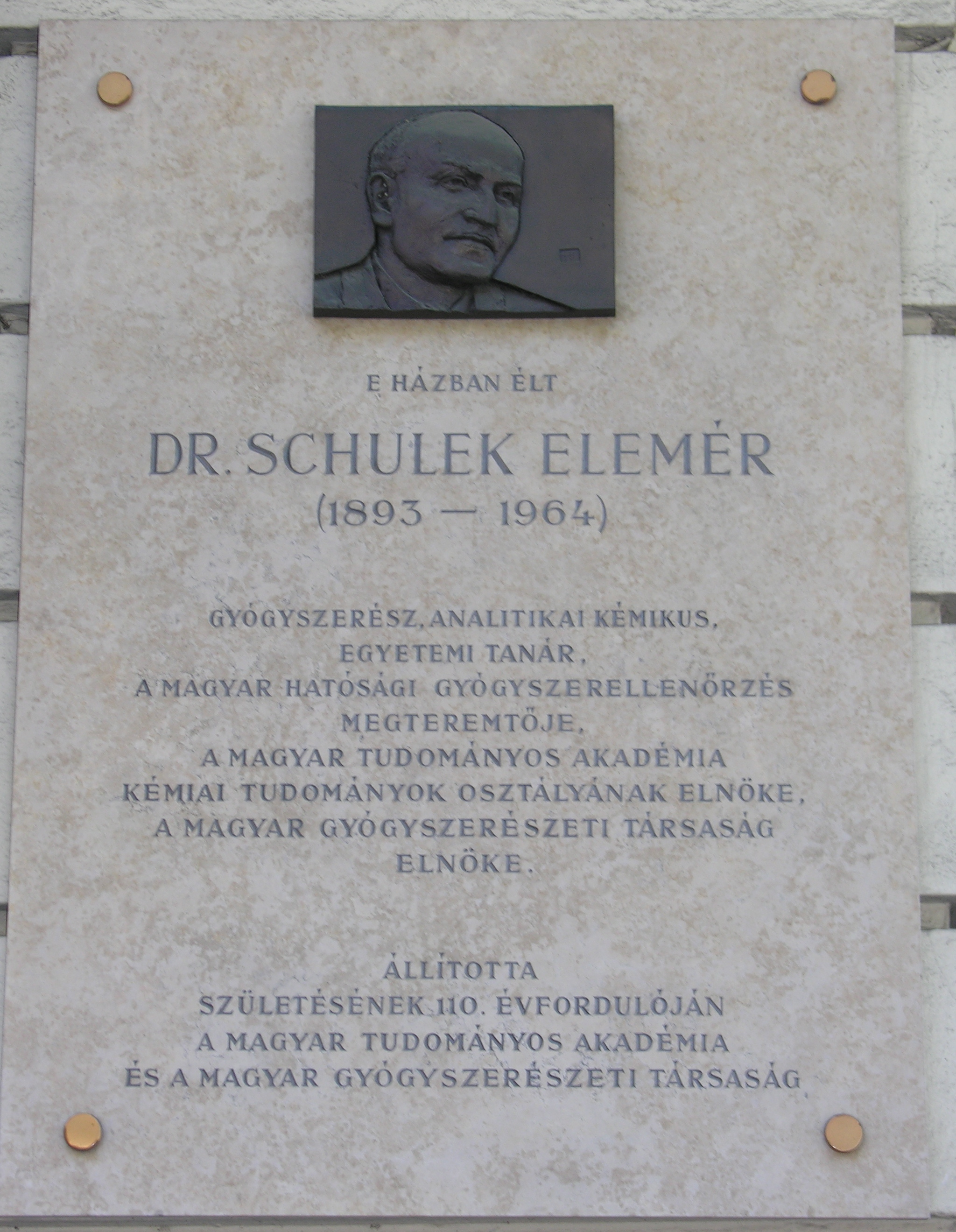
Elemér Schulek (1893-1964)
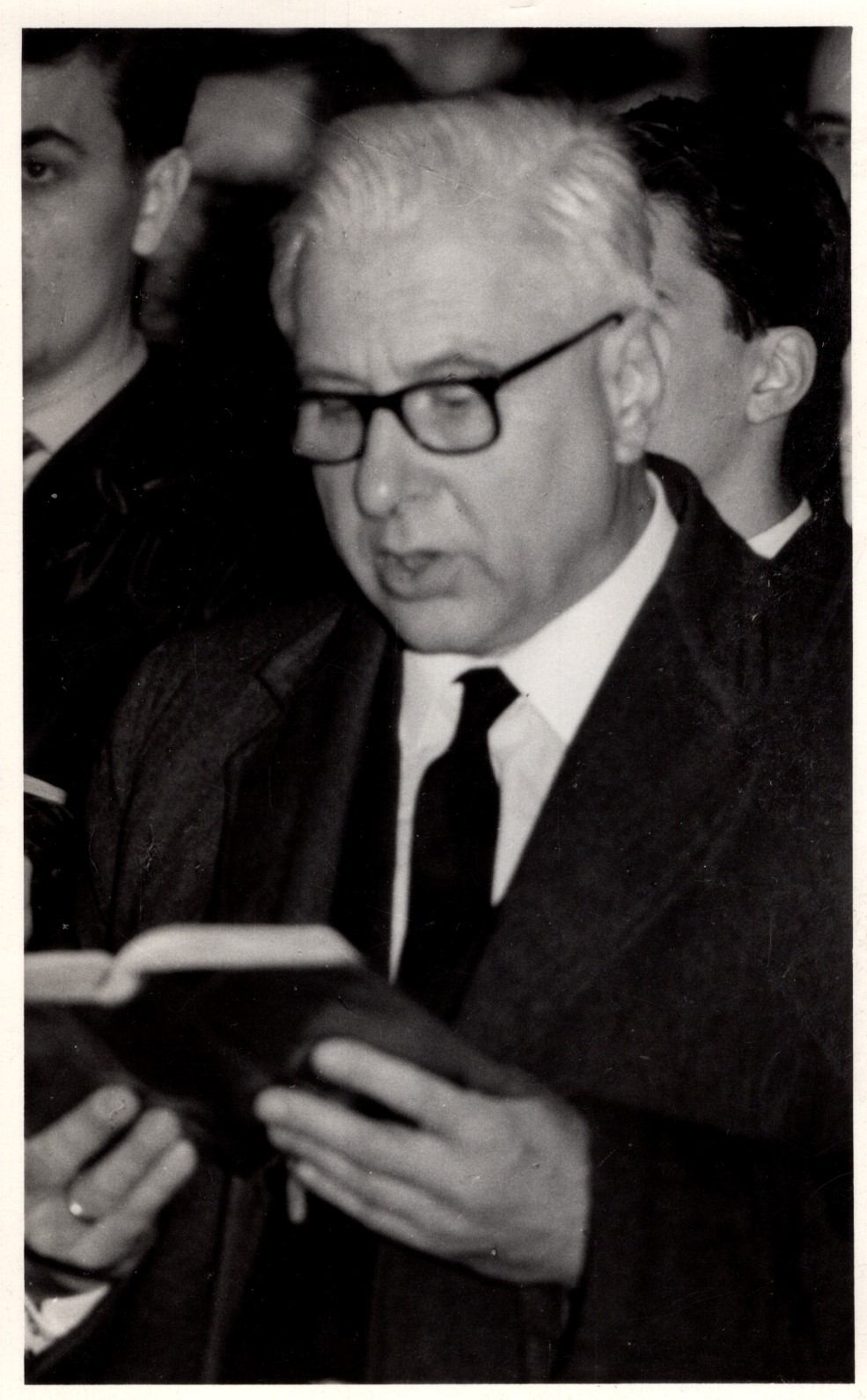
Tibor Schulek (1904-1989)